# Вулиця Революції (Євпаторія)
Вулиця Революції — вулиця в місті Євпаторія. Бере свій початок з провулку Лукічова і закінчується вулицею Сімферопольською, знаходиться у старій частині міста біля моря. Колишні назви: Земська (початок), Фонтанна, Лазарєвська. Вздовж вулиці простягнувся сад Караєва з набережною.
Вулиця є найбагатшою в місті за архітектурою, майже весь історичний центр міста забудови 19 — початку 20 століть зосереджений уздовж неї.
Вулицею проходить головний трамвайний маршрут міста №1.

## Будівлі
- Міський центр дозвілля;
- Кінотеатр «Якір»;
- Російське товариство пароплавства і торгівлі;
- Мечеть Хан-Джамі;
- Свято-Миколаївський собор;
- Пансіонат для сімейного відпочинку «Орбіта»;
- Євпаторійський суд (Колишній будинок Мірчі, в якому у червні 1891 року відпочивала Леся Українка).
- Центральна дитяча бібліотека імені А. Макаренко

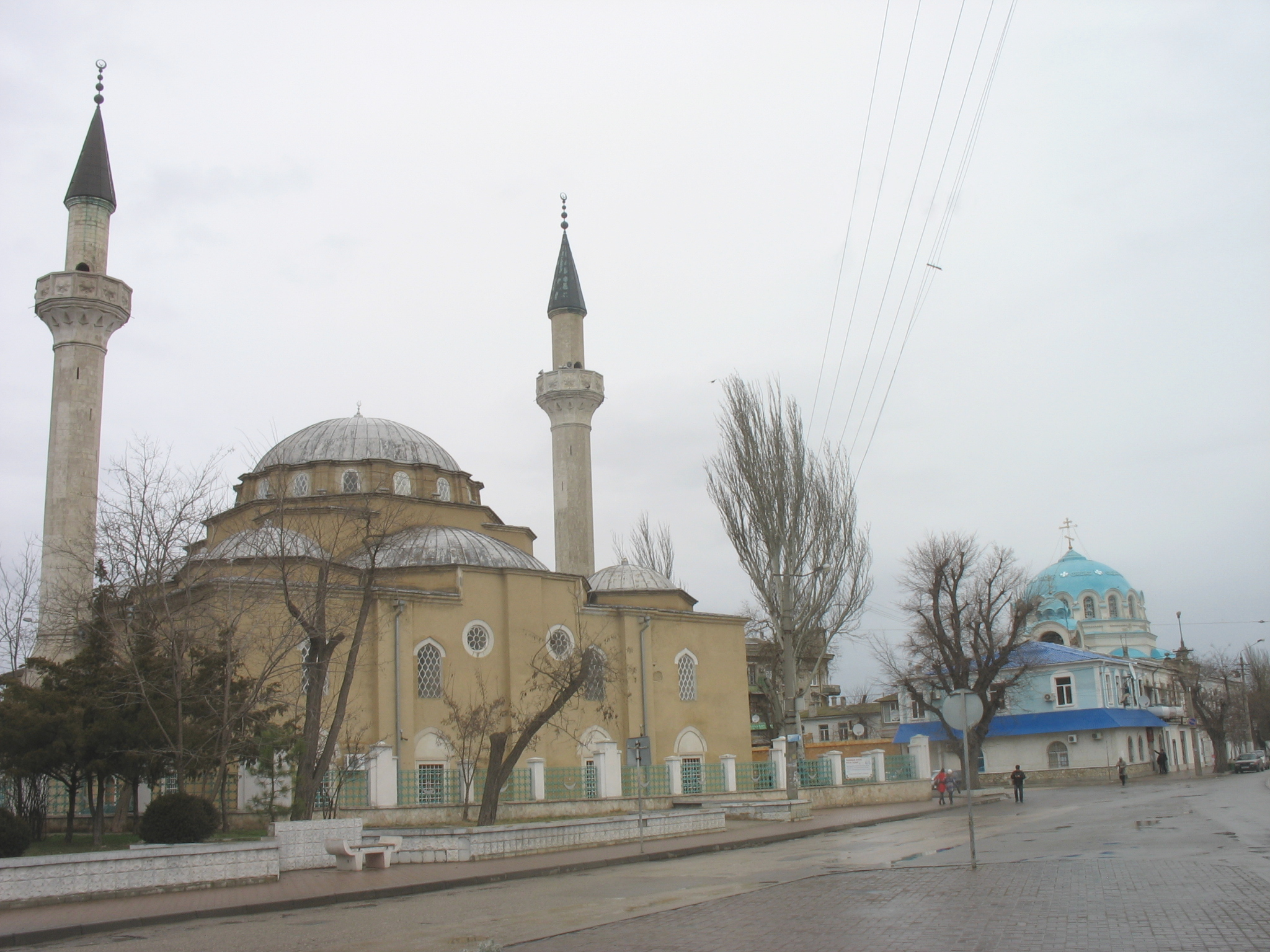
Мечеть Джума-Джамі та Свято-Миколаївський собор поряд
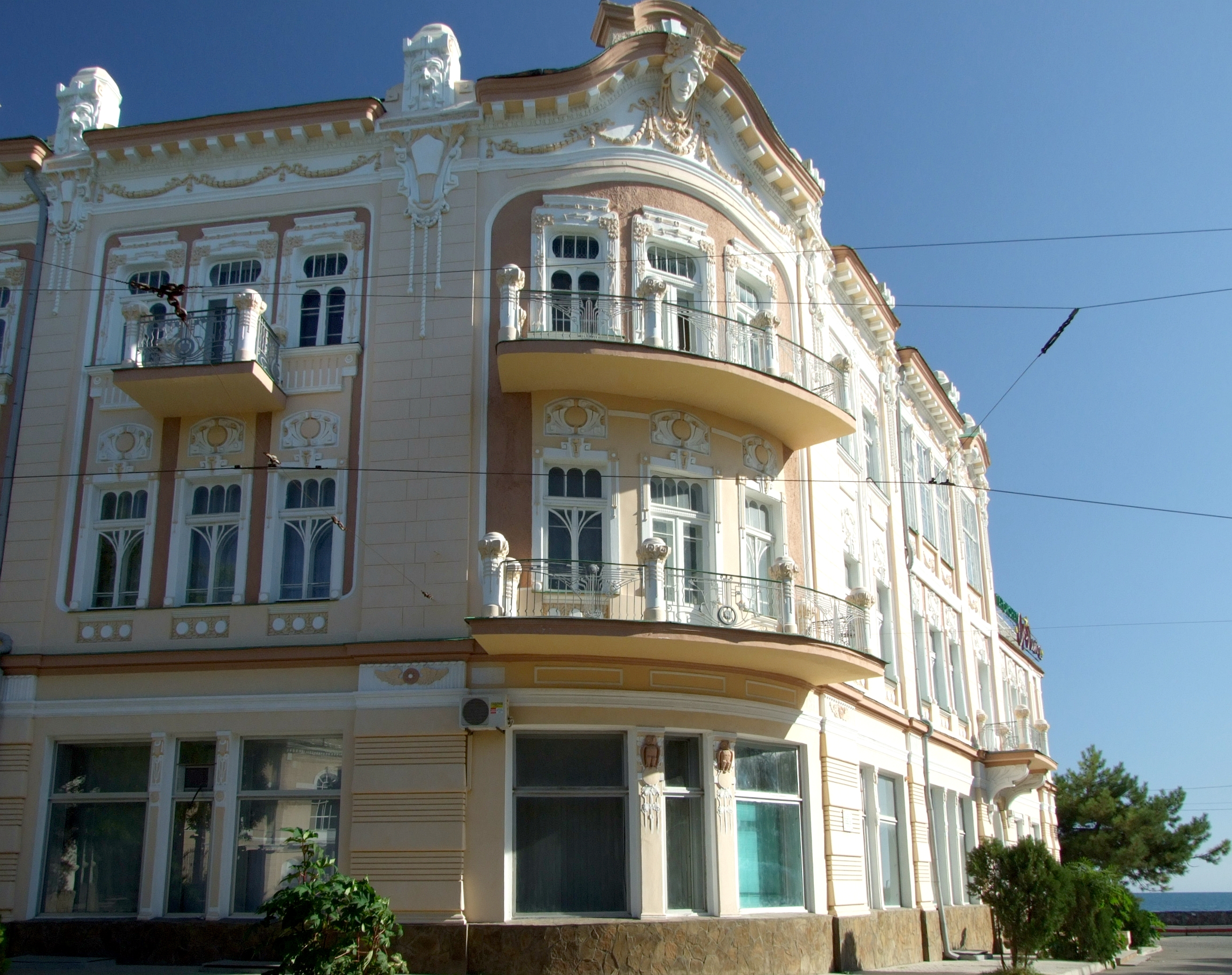
Пансіонат "Орбіта"
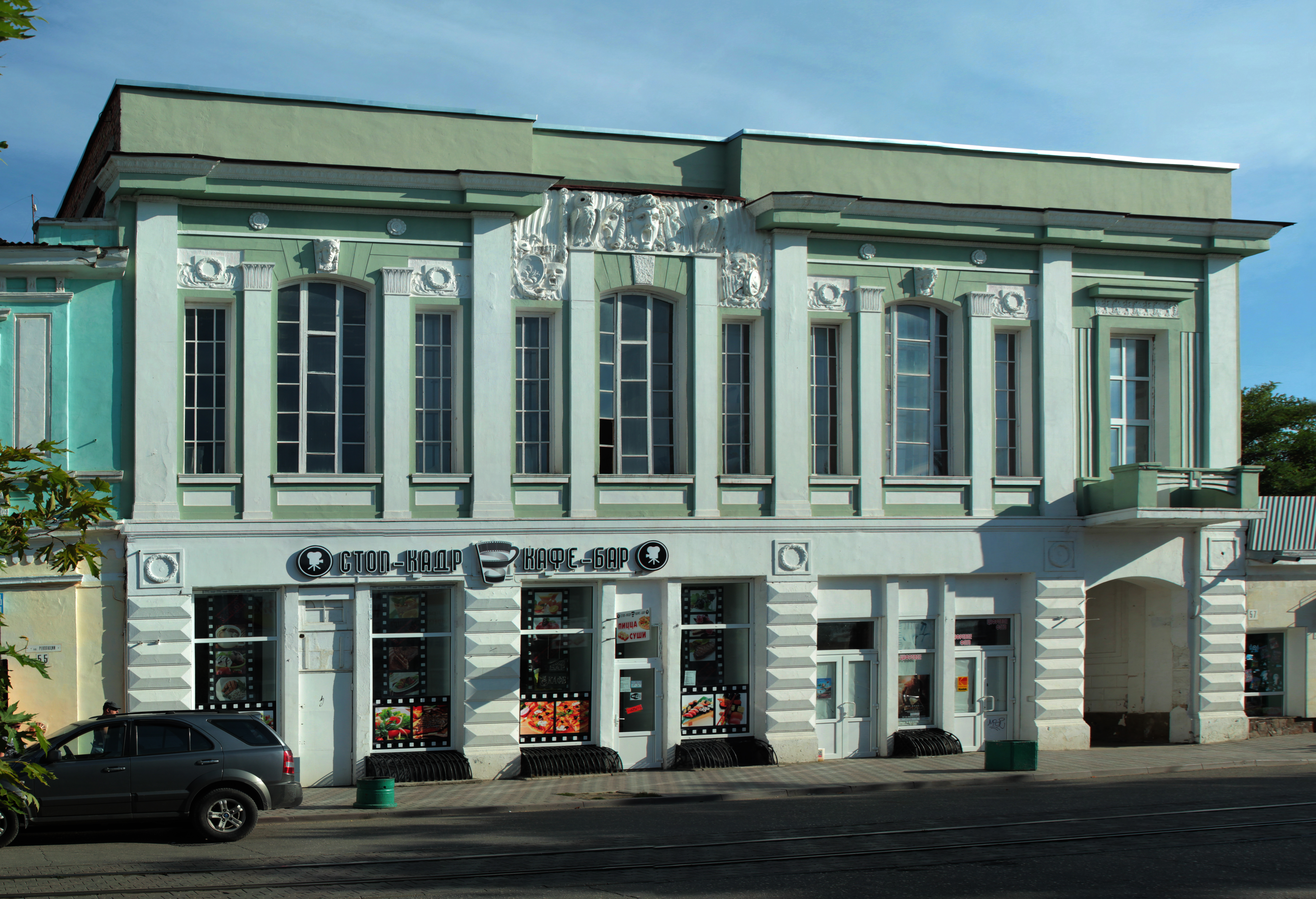
Будівля кінотеатру "Якір"
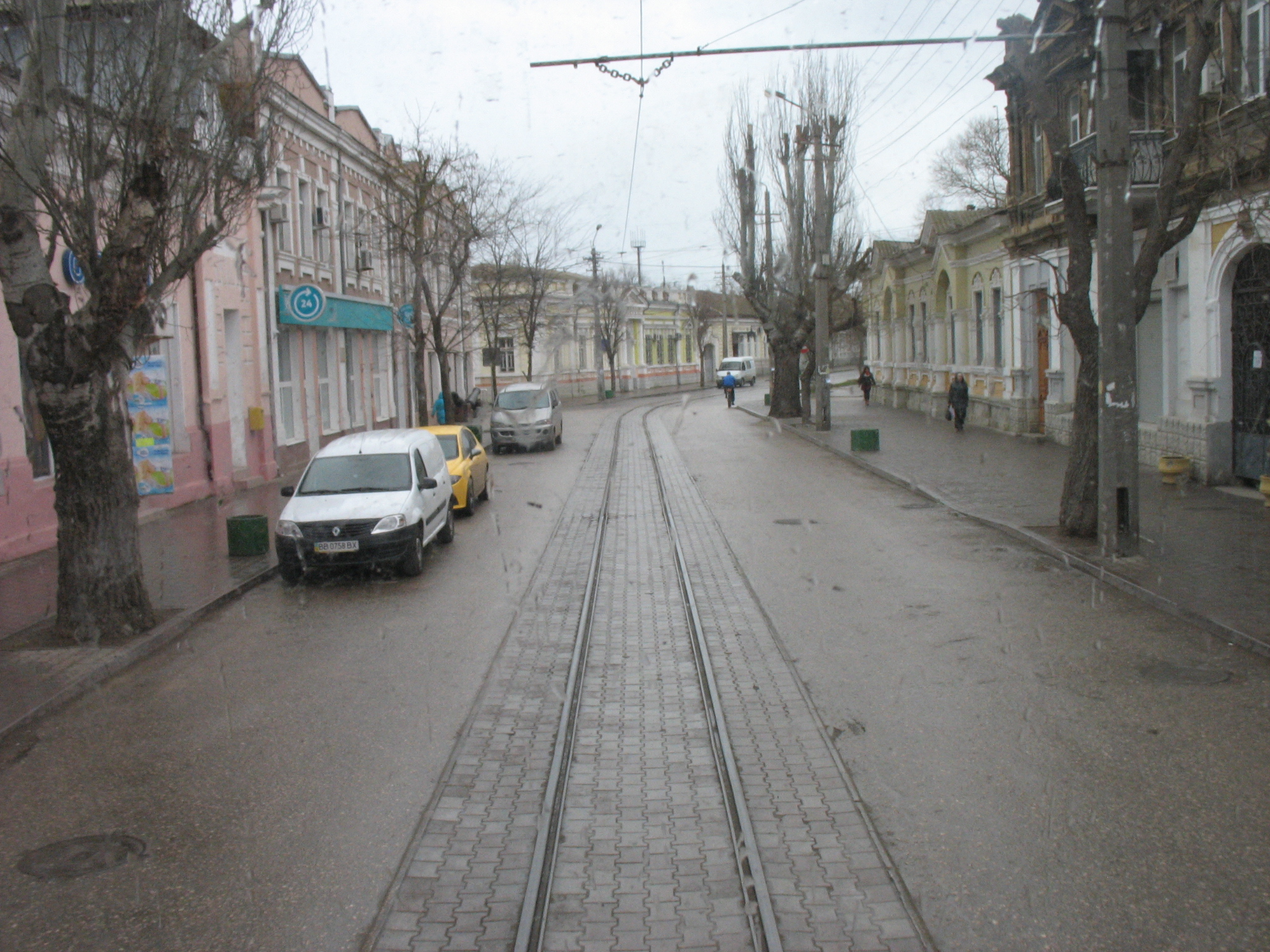
Вулиця з вікна трамваю
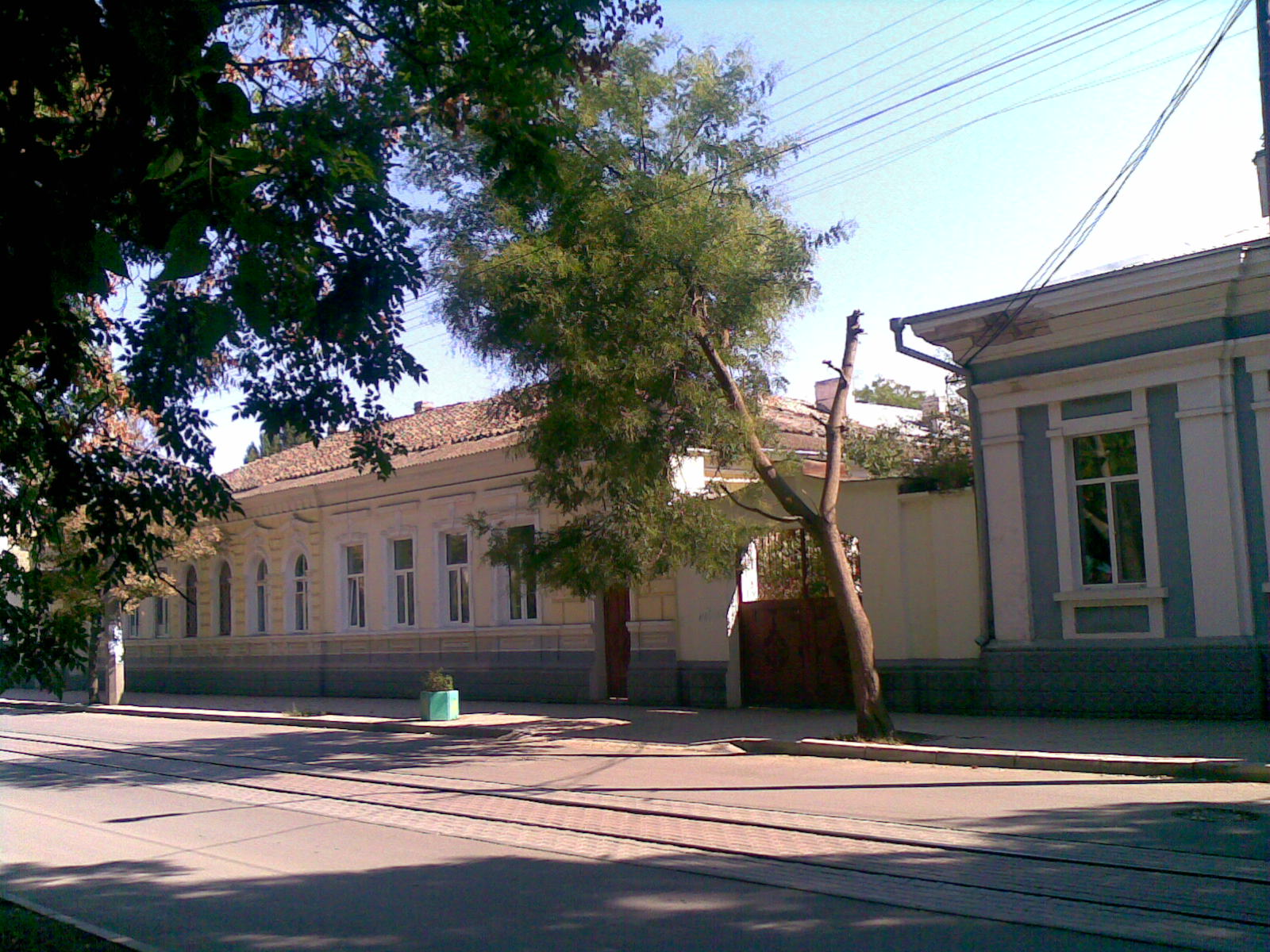
Вулиця влітку